# Álex Granell
Álex Granell, właśc. Alejandro Granell Nogué (ur. 2 sierpnia 1988 w Olot) – hiszpański piłkarz występujący na pozycji pomocnika w Gironie.